# Antepipona goniodes
Antepipona goniodes är en stekelart som först beskrevs av Schlett.  Antepipona goniodes ingår i släktet Antepipona och familjen Eumenidae. Inga underarter finns listade i Catalogue of Life.